# إيفي وايلدر
إيفي وايلدر (بالإنجليزية: Effie Wilder)‏ (28 أغسطس 1909 - 19 يوليو 2007)؛ روائية أمريكية.